# 回想 (レニ・リーフェンシュタール)
『回想』（かいそう、ドイツ語: Memoiren、英語: Leni Riefenstahl's Memoiren）は、ドイツの映画監督レニ・リーフェンシュタールが1987年に発表した自伝。 英語翻訳版は、アメリカ合衆国では1993年に発表され、同年に公開され高く評価されたドキュメンタリー映画『レニ』や、レニの90歳の誕生日と時期が重なった。本書は、『ニューヨーク・タイムズ』紙が選ぶ1993年の特筆される書籍のリストで取り上げられた。
本書の英語翻訳版は、イギリスでは『The Sieve of Time: The Memoirs of Leni Riefenstahl』という書名で流通し、アメリカ合衆国では『Leni Riefenstahl: A Memoir』という書名でも流通した。
本書の日本語版は、椛島則子の翻訳により文藝春秋から1991年に上下2巻で出版された後、1995年に文春文庫に収められた。

## 概要
リーフェンシュタールは、『意志の勝利』や『オリンピア』などの映画を監督した第三帝国を代表する映画監督としての彼女の生活を克明に綴っている。彼女は戦後の生活、映画制作を阻むことになった過去のスティグマについても扱っている。彼女は高く評価された写真家としてのキャリアについても説明しており、特に、著書『ヌバ (The Last of the Nuba)』などで発表されたスーダンのヌバ族に取材した活動について語っている。また、著書『Coral Gardens』で発表された、海中での探検や撮影についての回想も、本書には含まれている。

## 評価
本書は、好意的な批評によって迎えられた。特に『ニューヨーク・タイムズ』紙が選ぶ1993年の特筆される書籍のリストで取り上げられたことは重要である。『The New York Times Book Review』においてジョン・サイモンは、本書には「魔法のように興味をひきつけないページなど1ページも (a single unspellbinding page)」ないと述べた。彼は、リーフェンシュタールの記述の真実性の一部に疑問を挟みながらも、「本書は、総じて、真実であろう。フィクションと見るには、あまりにも並外れて奇妙でありすぎる (The book must, in the main, be true; it is far too weird for fiction.)」と結論づけている。